# Don Kirkham
Don Kirkham (Provo, 11 de fevereiro de 1908 – Ames, Iowa, 7 de março de 1998) foi um agrônomo estadunidense.
Seu interesse principal foi o estudo do escoamento de água no solo e drenagem de terras agriculturáveis.
Recebeu o Prêmio Wolf de Agronomia de 1983/4 e a Medalha Robert E. Horton de 1995.